# Miroslav Jović
Miroslav Jović (* 25. März 1971 in Kragujevac) ist ein ehemaliger serbischer Fußballspieler und derzeitiger -trainer.

## Karriere
Jović begann seine Profi-Karriere beim Rad Belgrad und wechselte im Sommer 1996 zum griechischen Erstligisten PAOK Saloniki. Nach nur einer Saison in Griechenland, wechselte er zum FC Energie Cottbus. Nach drei Jahren in der zweiten Liga für Energie Cottbus, wo er nur 2 Tore in 52 Spielen erzielte, wechselte er zum FC Carl Zeiss Jena. Für Jena spielte er in fünf Jahren 148 Spiele und erzielte dabei 51 Tore, bevor er im Januar 2006 in die Reserve des FC Carl Zeiss wechselte. Nach der Saison 2006/2007 und einem Jahr für die zweite Mannschaft des FC Carl Zeiss Jena, beendete er im Sommer 2007 seine aktive Karriere. Seit 2009 spielt er in der Traditionsmannschaft des FC Carl Zeiss Jena.

### Trainer-Karriere
Nach seiner aktiven Karriere arbeitete in verschiedenen Funktion im Leistungsnachwuchszentrum des FC Carl Zeiss Jena und im Scoutingbereich. Am 30. Oktober 2011 wurde er neben Lothar Kurbjuweit als Co-Trainer der 3.-Liga-Mannschaft des FC Carl Zeiss Jena benannt. Ab dem 1. Juli 2012 arbeitet Jović, wieder als Scout für den FC Carl Zeiss Jena und arbeitet zudem als Stürmertrainer. Im Sommer 2017 übernahm Jović zusätzlich den Sportdirektorposten der neugegründeten Frauenfußball-Abteilung des FC Carl Zeiss Jena.